# 比南
比南（法語：Bining，法語發音：[binɛ̃]；洛林法兰克语：Bininge）是法国摩泽尔省的一个市镇，位于该省东部，属于萨尔格米讷区。

## 地理
比南（49°2'15"N, 7°15'8"E）面积15.91 平方千米，位于法国大東部大區摩泽尔省，该省份为法国东北部内陆省份，是洛林的一部分，西南接默尔特-摩泽尔省，东临下莱茵省，北与卢森堡和德国接壤。
与比南接壤的市镇（或旧市镇、城区）包括：阿亨、昂尚贝尔、埃坦、大雷代尔尚、蒙布龙、拉兰、罗尔巴克莱比奇。

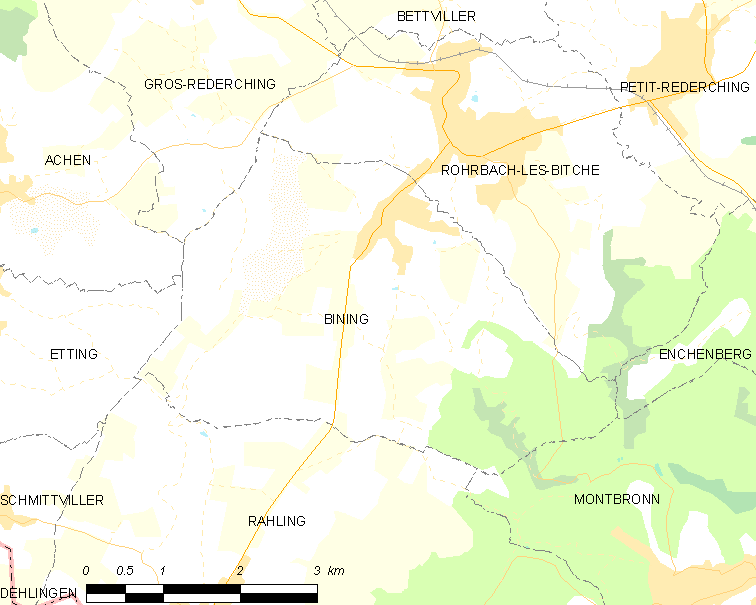
比南的OSM定位图

比南的时区为UTC+01:00、UTC+02:00（夏令时）。

## 行政
比南的邮政编码为57410，INSEE市镇编码为57083。

## 政治
比南所属的省级选区为比奇县。

## 人口

1962-2008年间比南人口变化图示

比南于2022年1月1日时的人口数量为1173人。